# Far d'Alexandria
El far d'Alexandria (també anomenat la torre de Pharos o Faros) va ser un far construït pel Regne Ptolemaic de l'Antic Egipte, durant el regnat de Ptolemeu II Filadelf en l'època hel·lenística, aproximadament entre els anys 280 i 247 aC. S'ha estimat que tenia almenys 100 metres d'alçada total. Fou considerat una de les set meravelles del món antic, i durant molts segles va ser una de les estructures humanes més altes del món fins als temps moderns.
Va estar en funcionament durant molts segles i va resistir tsunamis i terratrèmols, fins que va ser greument danyat per tres terratrèmols entre el 956 i el 1303 dC i es va convertir en una ruïna abandonada, fins al punt que el viatger àrab Ibn Battuta va escriure que es lamentava del mal estat de l'edifici.
Va ser la tercera meravella antiga supervivent més llarga, després del Mausoleu d'Halicarnàs i la Piràmide de Quèops a Giza, i va sobreviure en part fins al 1480, quan les últimes de les seves pedres restants es van usar per construir la Ciutadella del soldà egipci Qàït-bay al mateix lloc. S'han identificat restes del far original sota el mar.

## Etimologia i adopció del nom
El far es trobava a l'illa de Pharos, i d'aquí el seu nom. La paraula es va generalitzar en grec modern per significar far (φάρος 'fáros'), i va ser manllevada per moltes llengües romàniques com ara el mateix català, o el romanès (far), el francès (phare), l'italià i l'espanyol (faro) - i d'elles a l'esperanto (faro) i el portuguès (farol), arribant a ser adoptat fins i tot algunes llengües eslaves com el búlgar, serbi i rus (faro, фар, фара), o el turc.

## Història
Pharos era una petita illa situada a la vora occidental del delta del Nil. L'any 332 aC, Alexandre el Gran va fundar la ciutat d'Alexandria en un istme davant de Pharos. Alexandria i Pharos van ser connectades més tard per un espigó, que feia més de 1.200 metres, anomenat Heptastadion (set estadis; un estadi era una unitat grega de longitud que mesurava aproximadament 180 m).
El far era una torre il·luminada de nit que servia per guiar els vaixells cap al port d'Alexandria i identificar la situació de la ciutat des de lluny. L'edifici va ser concebut durant el regnat de Ptolemeu I Soter i es va acabar durant el regnat del seu fill, Ptolemeu II Filadelf. El va projectar molt probablement l'arquitecte Sòstrat de Cnidos, qui també en va dirigir les obres.
Construït amb blocs de pedra blanca, el far estava dividit en tres seccions: una base quadrada amb un buit al mig, una part central de forma octogonal i, al remat, una capçalera cilíndrica. Al capdamunt estava equipat amb espills metàl·lics que de dia n'assenyalaven la posició reflectint la llum del sol. De nit s'hi encenia una foguera que, segons es diu, es veia de 50 km lluny. Tal com es pot veure en imatges del far reproduïdes en monedes romanes encunyades a la seca d'Alexandria, tenia quatre estàtues de tritons bufant uns corns, un a cada cantó de l'edifici. En el període romà també hi havia una estàtua dalt de la torre.
El 1994, un equip arqueològic francès descobrí restes del far al fons del mar, vora el port oriental d'Alexandria. El 2015 el Comitè Permanent de les Antiguitats Egípcies va aprovar un projecte de reconstruir el far, que van presentar al govern d'Egipte. El 2016 el Ministeri d'Antiguitats egipci tenia plans de crear-hi un museu subaquàtic.

## Recerca i redescobriment arqueològic

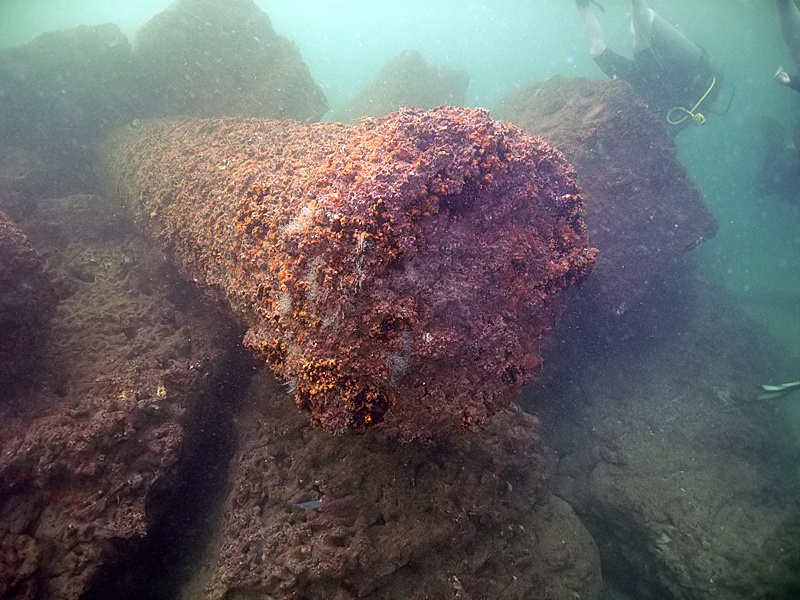
Restes d'un far trobades al mar Mediterrani

Gaston Jondet va fer la primera descripció detallada de les ruïnes submergides del port antic d'Alexandria el 1916. El va seguir Raymond Weill el mateix any, i Sir Leopold Halliday Savile el 1940.
El 1968, el far va ser redescobert. La UNESCO va patrocinar una expedició per enviar un equip d’arqueòlegs marins, dirigits per Honor Frost, al jaciment. Va confirmar l'existència de ruïnes que representen part del far. A causa de la manca d'arqueòlegs especialitzats i de la zona convertida en una zona militar, l'exploració es va suspendre.
Un equip d'arqueòlegs francesos dirigit per Jean-Yves Empereur va redescobrir les restes físiques del far a finals de 1994 al terra del port est d'Alexandria. Va treballar amb la directora de fotografia Asma el-Bakri, que utilitzava una càmera de 35 mm per prendre les primeres imatges submarines de les restes disperses de columnes i estàtues esfondrades. Les troballes més significatives d'Empereur van consistir en blocs de granit de 49 a 60 tones de massa, sovint trencats en múltiples trossos, 30 esfinxs, 5 obeliscs i columnes amb talles que daten de Ramsès II (1279-1213 aC).
La catalogació de més de 3.300 peces va ser completada per Empereur i el seu equip a finals de 1995 utilitzant una combinació de fotografia i cartografia. Trenta-sis peces de blocs de granit d'Empereur i altres descobriments han estat restaurades i s'exposen als museus d'Alexandria.  Les imatges de satèl·lit han revelat més restes. A principis dels anys noranta, l'arqueòleg subaquàtic Franck Goddio va començar l'exploració a l'altre costat del port des d'on havia treballat l'equip d'Empereur.
Les imatges de satèl·lit i sonar han revelat restes addicionals de molls, cases i temples que havien caigut al Mediterrani com a conseqüència de terratrèmols i altres desastres naturals. És possible fer submarinisme i veure les ruïnes. El 2012, la secretaria de la Convenció de la UNESCO sobre la Protecció del Patrimoni Cultural Subaquàtic treballava amb el Govern d'Egipte en una iniciativa per afegir la badia d'Alexandria (incloses les restes del far) a la Llista del Patrimoni Mundial de llocs culturals submergits.

## Importància

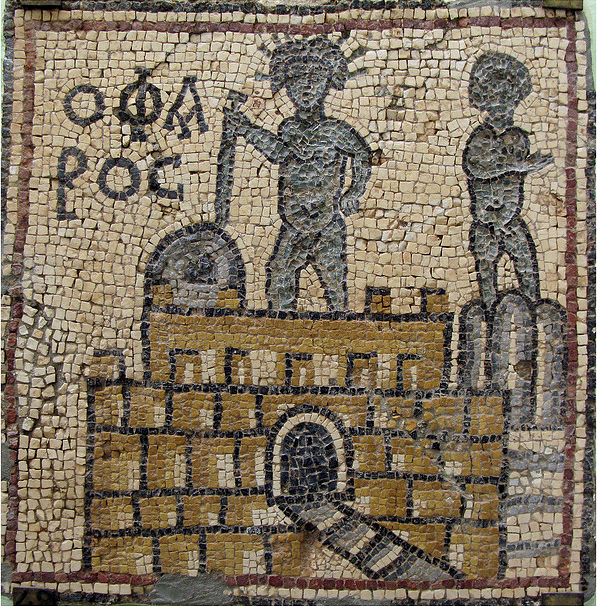
Un mosaic que representa el Pharos d'Alexandria (etiquetat Ο ΦΑΡΟϹ), d’Olbia, Líbia, c. IV segle dC

La llegenda diu que la gent de l'illa de Pharos eren nàufrags; per això, Ptolemeu I Soter va fer construir el far per ajudar a guiar els vaixells cap al port a la nit.
L'etimologia de Pharos és incerta. La paraula es va generalitzar en grec modern per significar far (φάρος 'fáros'), i va ser manllevada per moltes llengües romàniques com el català o el romanès (far), el francès (phare), l'italià i el castellà (faro), i d'aquí a l'esperanto (faro) i el portuguès (farol), i fins i tot algunes llengües eslaves com el búlgar (far). En francès, portuguès, turc, serbi i rus, una paraula derivada significa  far  (phare, farol, far, фар, фара).

## Reconstrucció proposada
Des del 1978 s'han fet propostes per substituir el far per una reconstrucció moderna. El 2015, el govern egipci i la governació d'Alexandria van suggerir la construcció d'un gratacel al lloc del far com a part de la regeneració del port oriental del port d'Alexandria.

## Fars en la cultura
El far continua sent un símbol cívic de la ciutat d’Alexandria i del governador d'Alexandria, amb el qual la ciutat és més o menys contigua. Una representació estilitzada del far apareix a la bandera i al segell del governador i en molts serveis públics de la ciutat, inclòs el segell de la Universitat d'Alexandria.

### En arquitectura
- Una tomba antiga ben conservada a la ciutat d'Abusir,  48 km al sud-oest d'Alexandria, es creu que és un model a escala reduïda del Far d'Alexandria. Conegut col·loquialment amb diversos noms– el Far d'Abusir, el monument funerari d'Abusir i el Burg al-Arab (Torre d'Arab)– consta d'una torre de 3 plantes, d'aproximadament 20 m d'alçada, amb una base quadrada, una secció central octogonal i una secció superior cilíndrica, com l'edifici sobre el qual aparentment es va modelar. Data del regnat de Ptolemeu II (285–246 aC), i per tant és probable que es construís aproximadament al mateix temps que el Far d'Alexandria.
- El disseny dels minarets de moltes de les primeres mesquites islàmiques egípcies seguia un disseny en tres etapes similar al del Faros, cosa que demostra la influència arquitectònica més àmplia de l'edifici.[16]

- El Memorial Nacional Maçònic George Washington, situat a Alexandria, Virgínia, està dissenyat a partir de l'antic far.

- Una versió ficcionalitzada de l'estructura – conegut com el Far de Pharos – serveix com a icona del parc, peça central i identificador del parc temàtic Universal Islands of Adventure, inaugurat el 1999 a l’Universal Orlando Resort. El far real i funcional es troba a la zona del port d'entrada del parc.

### En la literatura
- Juli Cèsar, a les seves Guerres Civils (Part III, 111–112), descriu el Faros i la seva importància estratègica. Aconseguir el control del far el va ajudar a sotmetre els exèrcits de Ptolemeu XIII (48 aC):

| « | Ara bé, a causa de l'estretor, no hi pot haver accés per vaixell al port sense el consentiment dels que tenen el Faros. Tenint en compte això, Cèsar va prendre la precaució de desembarcar les seves tropes mentre l'enemic estava ocupat amb la lluita, va prendre el Faros i hi va instal·lar una guarnició. El resultat va ser que es va assegurar un accés segur per als seus subministraments de gra i reforços. | » |

- L'historiador romanojueu Flavi Josep (37 – c. 100 dC) ho descriu al seu llibre La guerra jueva (4.10.5) quan ofereix una visió geogràfica d'Egipte.
- Va ser descrita als Zhu fan zhi (Registres de pobles estrangers) per Zhao Rugua (1170–1228), un inspector de duanes xinès de la ciutat portuària meridional de Quanzhou durant la dinastia Song.
- Ibn Battuta va visitar el far el 1326, i va trobar una de les seves cares en ruïnes, tot i que hi va poder entrar i va observar un lloc on s'asseia el guardià del far i moltes altres cambres. Quan va tornar el 1349, «va trobar que havia caigut en un estat tan ruïnós que era impossible entrar-hi o pujar fins a la porta».[18]

## Galeria

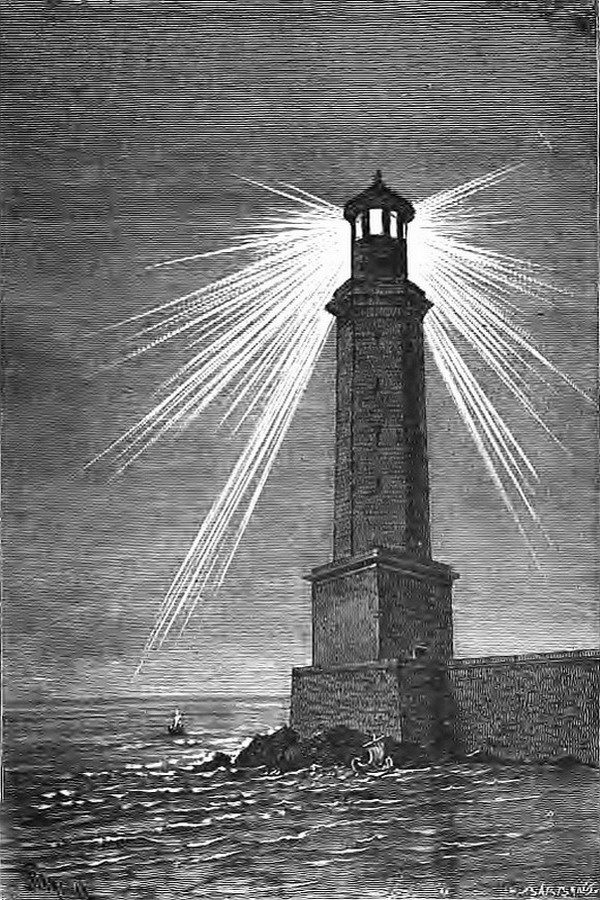
El Far d'Alexandria, dibuix de Sidney Barclay al segle xix.
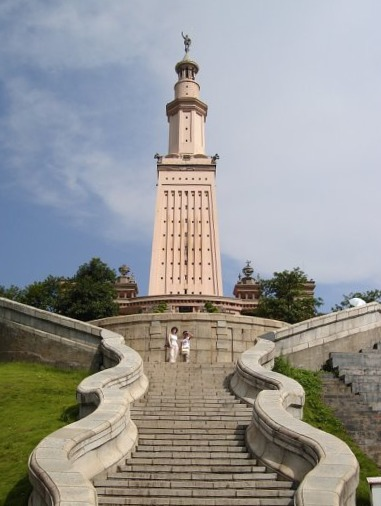
Reconstrucció del far a la Xina
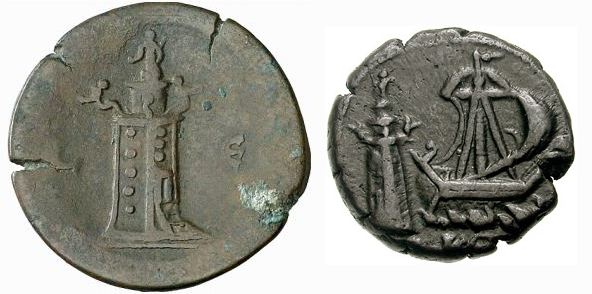
El Far d'Alexandria encunyat a dues monedes de l'època d'Antoni Pius i Còmode